# 12 rund

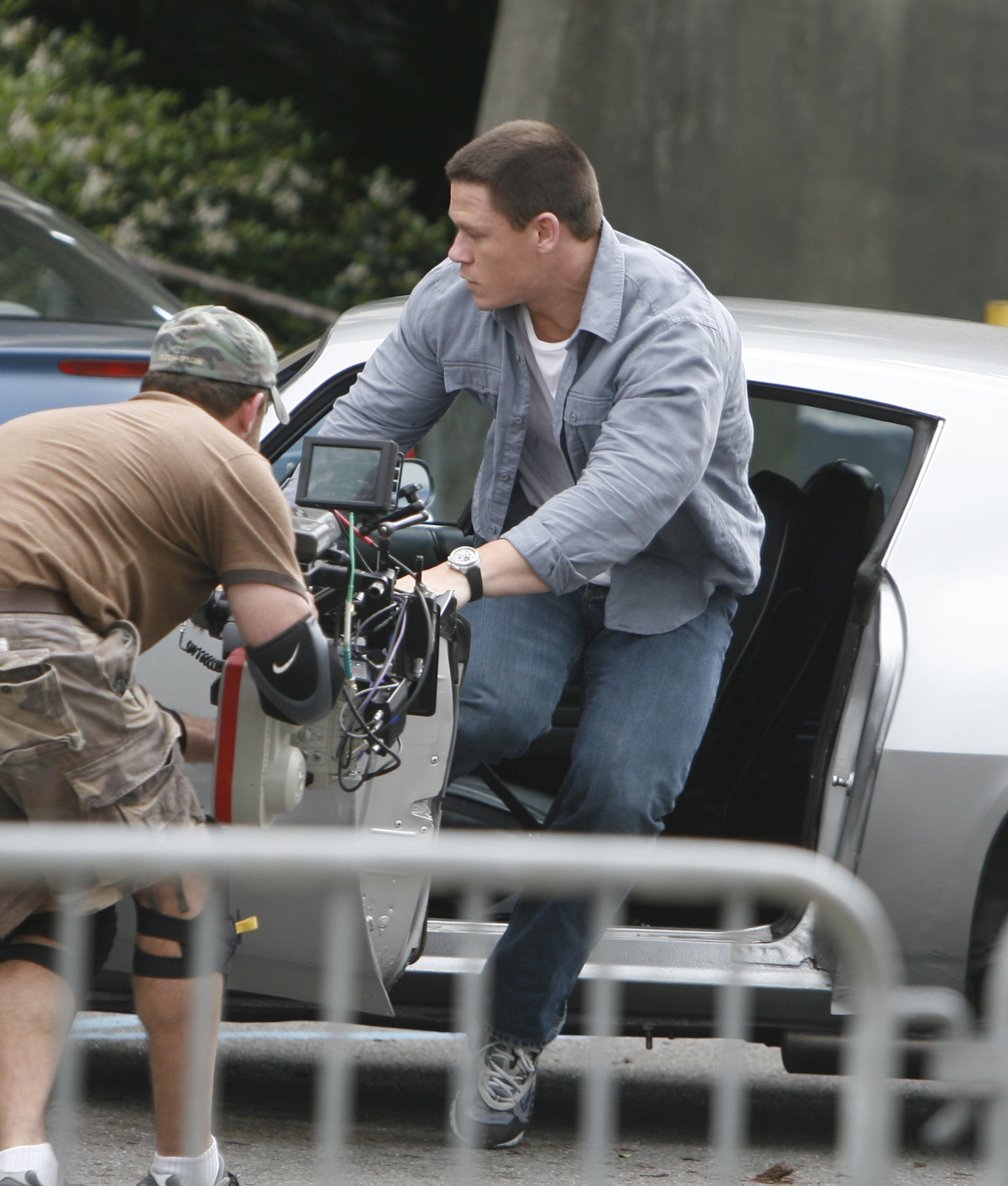
Odtwórca głównej roli, John Cena, na planie zdjęciowym filmu 12 rund

12 rund (tytuł oryg. 12 Rounds) – amerykański film sensacyjny z 2009 r., wyreżyserowany przez Renny’ego Harlina oraz wyprodukowany przez WWE Studios. W roli głównej wystąpił w nim wrestler John Cena, który w roku 2006 zagrał w także w filmie WWE Studios pt. The Marine.

## Fabuła
Nowy Orlean. Bohater filmu, detektyw Danny Fisher, zatrzymuje genialnego złodzieja Milesa Jacksona i udaremnia jego ucieczkę z łupem. Sytuacja ta owocuje śmiercią partnerki przestępcy, a Jackson trafia do więzienia. Po wyjściu na wolność niegdysiejszy bandyta pała żądzą zemsty. Porywa ukochaną Fishera i zmusza go do rozwiązania dwunastu skomplikowanych łamigłówek. Tylko w ten sposób policyjny funkcjonariusz może uratować dziewczynę.

## Obsada
- John Cena jako detektyw Danny Fisher
- Aidan Gillen jako Miles Jackson
- Ashley Scott jako Molly Porter
- Steve Harris jako agent specjalny George Aiken
- Brian J. White jako detektyw Hank Carver
- Gonzalo Menendez jako agent specjalny Ray Santiago
- Vincent Flood jako detektyw Chuck Jansen
- Taylor Cole jako Erica Kessen

## Przyjęcie
12 rund uzyskało przede wszystkim negatywne recenzje ze strony profesjonalnych krytyków filmowych. Wielu komentatorów porównało film Harlina do Szklanej pułapki 3 (Die Hard with a Vengeance, 1995) Johna McTiernana i zarzuciło mu brak oryginalności.
W weekend otwierający emisję w Stanach Zjednoczonych obraz osiągnął przychód (wpływy ze sprzedaży biletów) w kwocie 5 329 240 dolarów amerykańskich, a przychody z ogólnoświatowej dystrybucji filmu wyniosły 17 280 326 USD.

## Muzyka
Ścieżkę dźwiękową do filmu skomponował Trevor Rabin, który wcześniej współpracował z reżyserem Renny’m Harlinem przy produkcji Piekielnej głębi (Deep Blue Sea, 1999) oraz Egzorcysty: Początku (Exorcist: The Beginning, 2004). Muzykę filmową nagrał przy współudziale orkiestry Hollywood Studio Symphony w Eastwood Scoring Stage (gmach Warner Brothers Studios).